# ЧС3
Електровоз ЧС3 (29Е) — 4-вісний пасажирський електровоз постійного струму (з напругою в контактній мережі 3 кВ), який випускався в 1961 році на заводі Škoda в Пльзені. Осьова формула — 20−20. Всього було випущено 87 електровозів цієї серії.

## Історія
В 1960 році в зв'язку зі збільшенням довжини пасажирських поїздів, МШС замовило заводу Шкода випуск більш потужних електровозів ніж ЧС1. На останньому дослідному електровозі серії ЧС1 (отримав заводське позначення 29Е0) були встановлені більш потужні тягові електродвигуни AL4846eT і тяговий привід зміненої конструкції — привід системи Сешерон з пружними хрестовинами змінив привід системи Шкода з карданними муфтами. В іншому обладнання електровоза не зазнало значних змін. Всі локомотиви, що будувалися за зразком дослідного ЧС1, отримали нове позначення серії — ЧС3 (заводське позначення — 29Е1). Фактично електровози ЧС3 є посиленим варіантом електровозів ЧС1.
Всі 87 електровозів ЧС3 були побудовані в 1961 році.
На початку електровози ЧС3 обслуговували ділянку Москва — Харків-Іловайськ, а потім були передані на Транссибірську магістраль, де і експлуатувалися до 1991 року. У ході експлуатації електровози ЧС3 переобладнувалися і об'єднувалися попарно за системою багатьох одиниць. На даний момент кілька електровозів ЧС3 переобладнані в електромотриси — обладнання перенесено на дах і під кузов, а в кузові обладнаний пасажирський салон.
На основі конструкції електровоза ЧС3 для Польщі був створений двосекційний вантажний електровоз ET40.

## Галерея

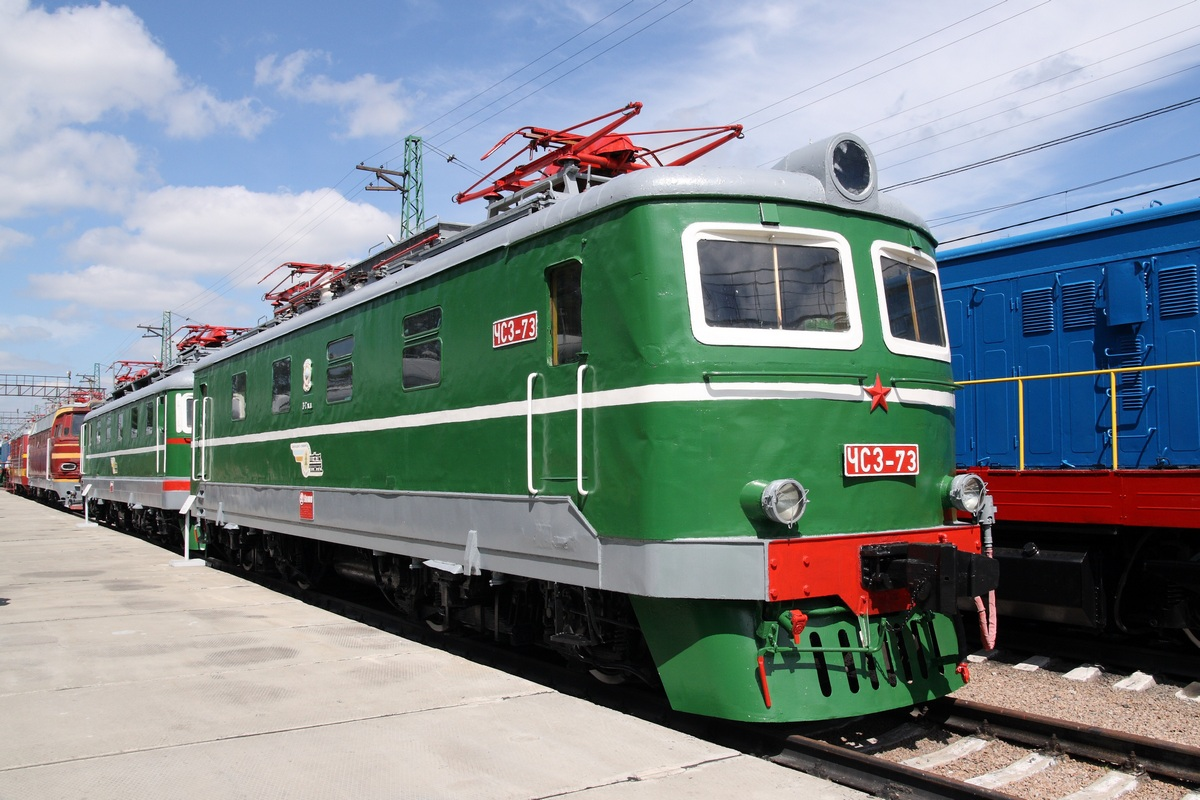
ЧС3-73
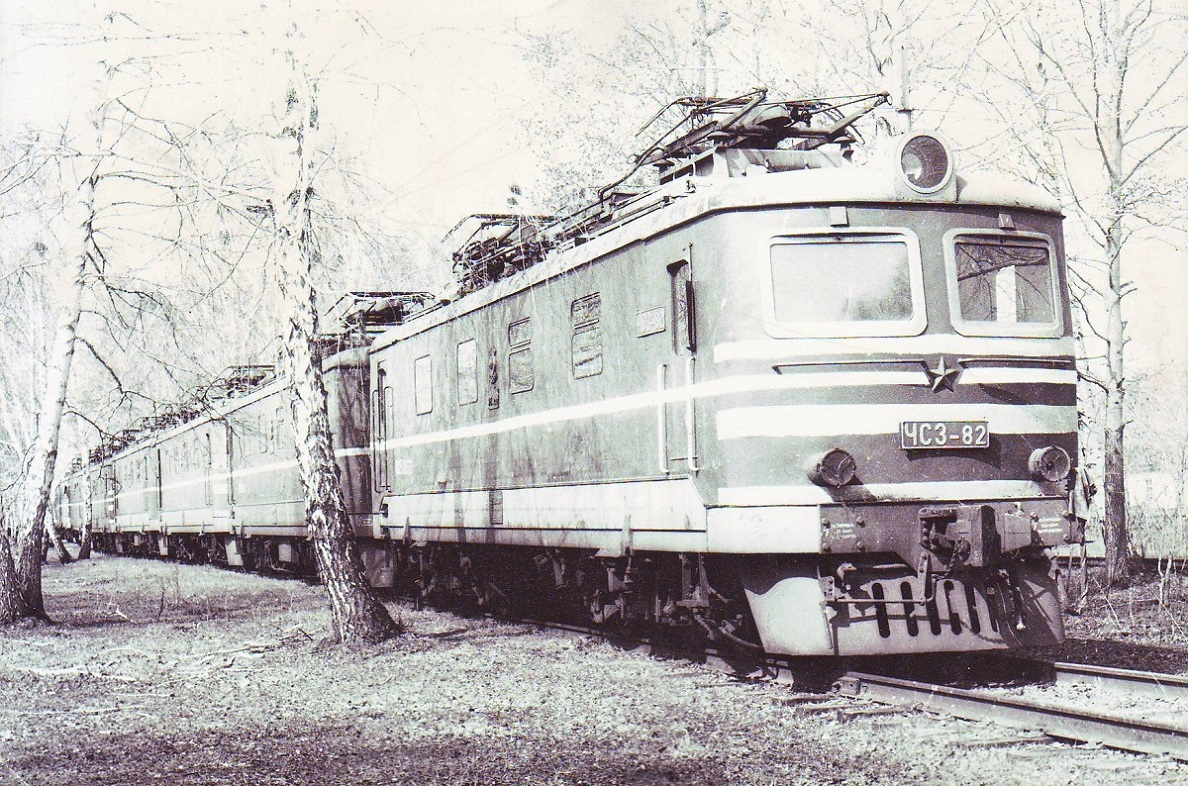
ЧС3-82
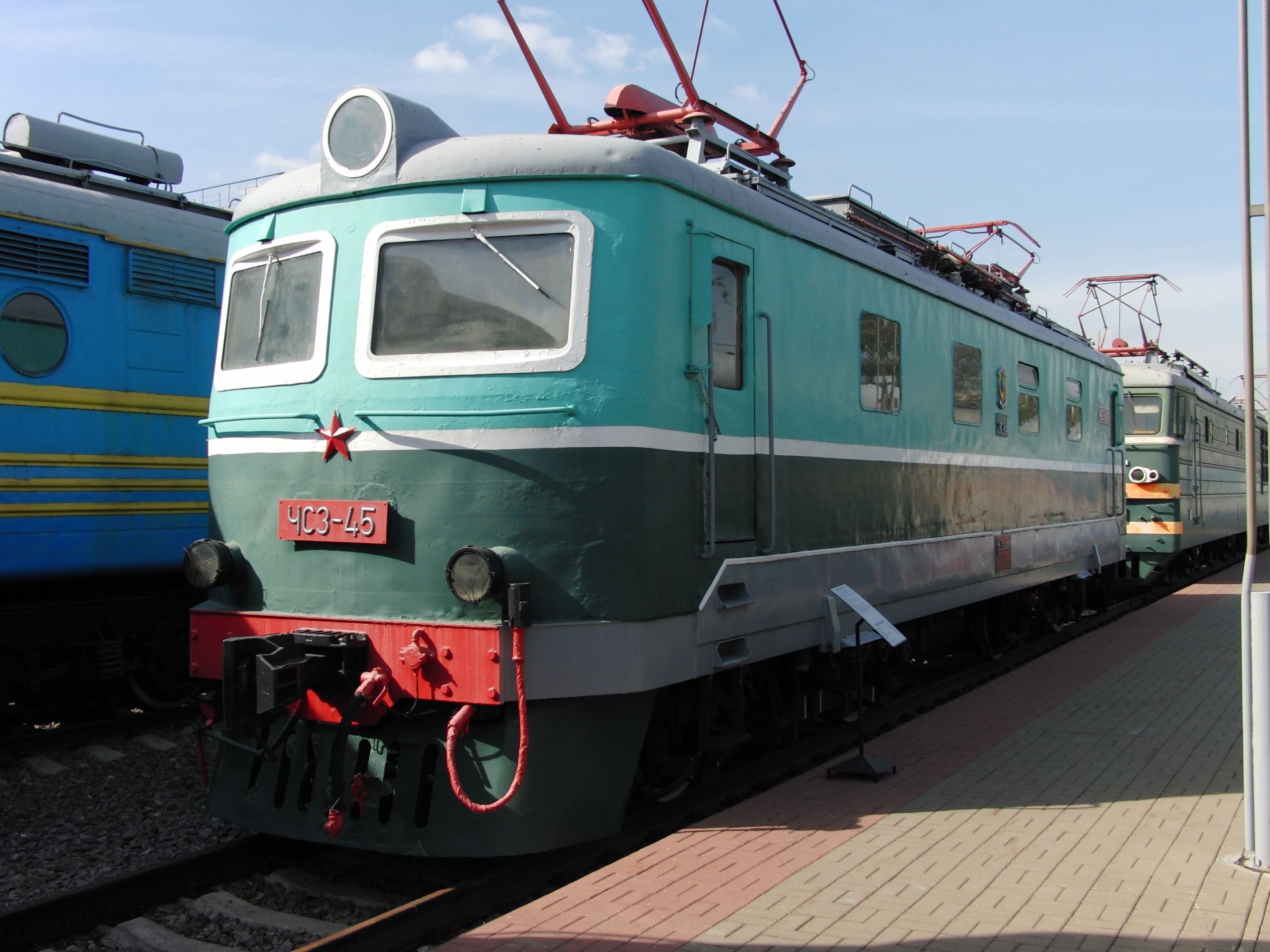
ЧС3-45
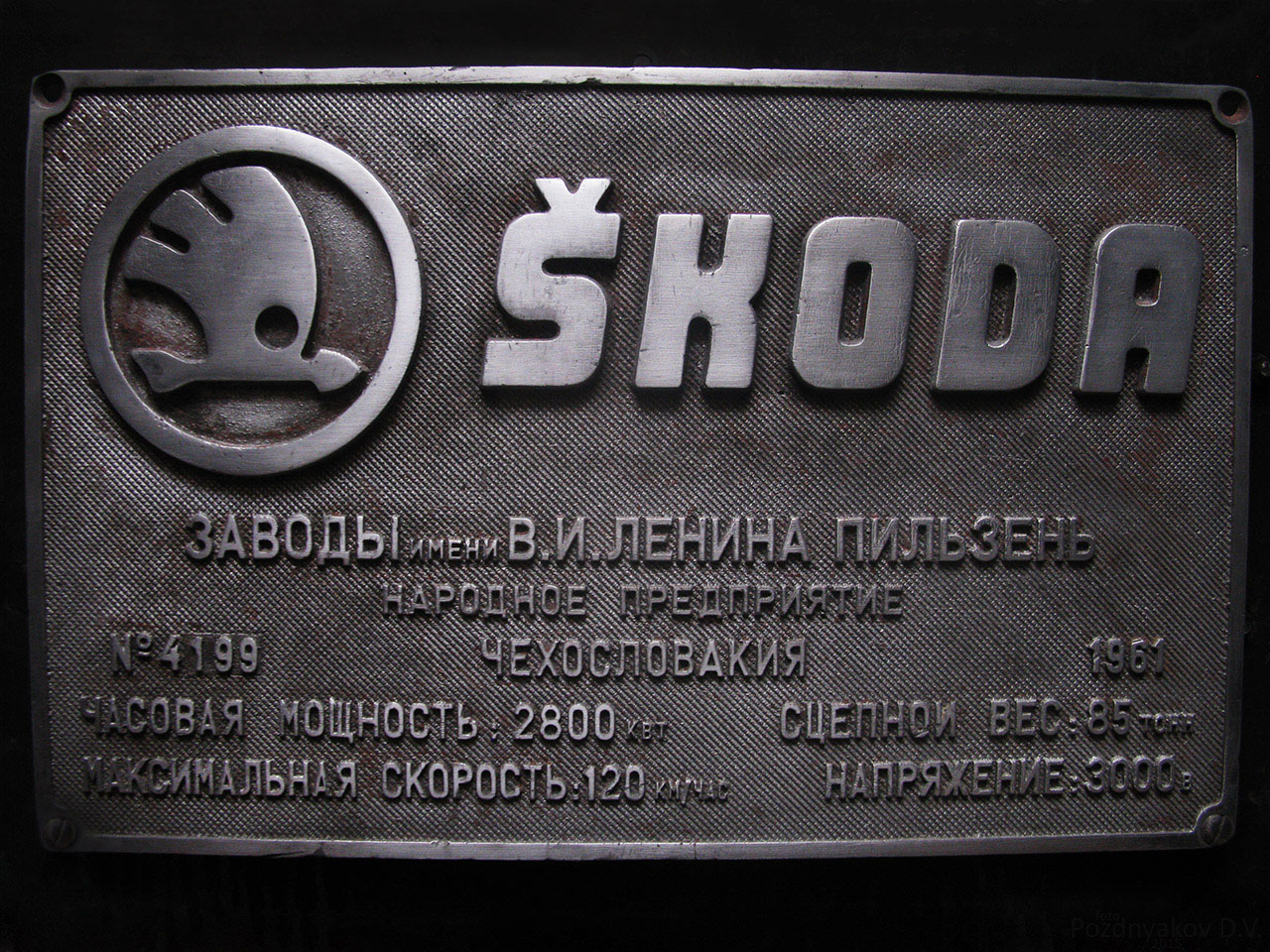
ЧС3-55, табличка